# دانبرووا ووژتسکا
دانبرووا ووژتسکا (به لهستانی:  Dąbrowa Łużycka) یک روستا در لهستان است که در گمینا پژووز واقع شده‌است.